# Rappresentanza tecnica
La rappresentanza tecnica è un presupposto processuale disciplinato negli art 82 e ss. del codice di procedura civile. Si configura come diritto alla difesa legale, quando è tecnicamente possibile consentire ad una parte di affidare la cura dei suoi interessi ad un soggetto in grado di difendere i suoi interessi, ovvero come obbligo alla difesa legale quando è necessaria, e dunque garantisce che gli atti del processo siano vigilati da un professionista.
Può essere inserita nella categoria della rappresentanza volontaria, in quanto il difensore compie l'attività per nome e per conto della parte rappresentata, attraverso un "mandato di rappresentanza". Le regole del mandato sono derogate in due casi:
- l'art 85 c.p.c, disciplina la c.d ultrattività del mandato nell'ipotesi di revoca e rinuncia alla procura: il mandato produce effetti fino alla nomina del nuovo difensore;
- il cliente muore, ma il mandato si estingue solo quando nel processo viene dichiarata la morte.

La procura può essere generale, quando il difensore tecnico ha il potere di difendere il cliente in tutti i possibili processi che saranno proposti nei confronti di esso o che essa proporrà. La procura speciale, è quella riferibile solo ad un singolo processo. Si conferisce mezzo atto pubblico, scrittura privata autenticata, scrittura privata la cui sola sottoscrizione è attestata autentica dal pubblico ufficiale o può essere apposta in calce o margine del documenti, ove è sufficiente la sottoscrizione della parte che viene certificata dallo stesso difensore.
Ferma la facoltà della parte di difendersi da sola, nei casi previsti dalla legge.
Il difetto di rappresentanza è rilevabile anche d'ufficio in ogni stato e grado del processo, salvo il giudicato che si sia formato sulla questione. Se il difetto riguarda l'attore è impedita la pronuncia di merito, se riguarda il convenuto sia ha contumacia della parte. Il difetto è sanabile retroattivamente, con salvezza degli effetti della domanda.